# Dichochrysa inopinata
Dichochrysa inopinata är en insektsart som beskrevs av Hölzel och Ohm 1995. Dichochrysa inopinata ingår i släktet Dichochrysa och familjen guldögonsländor. Inga underarter finns listade i Catalogue of Life.